# Dieter Czichowski
Dieter Czichowski (* 9. November 1938) ist ein deutscher Tischtennisspieler. Er nahm an der Weltmeisterschaft 1959 teil.
Czichowski spielte Ende der 1950er Jahre beim Verein TS Riemann Eutin, um 1964 in der damals höchsten deutschen Spielklasse Oberliga Nord beim Hamburger SV und wechselte Mitte der 1970er Jahre zu Blau-Weiss Buchholz.
1959 wurde Czichowski für die Individualwettbewerbe der Weltmeisterschaft in Dortmund nominiert. Hier unterlag er im Einzel dem Belgier Vojin Djordjevic. Das Doppel mit Klemens Tietmeyer gewann gegen Frans Schoofs/Bert Onnes (Niederlande) und Boutros Moubarak/Georges Bafit (Libanon), schied dann aber gegen Alsér/Ake Rakell (Schweden) aus. Im Mixed mit Karin Gier verlor er in der ersten Runde. 
Dieter Czichowskis Bruder Peter nahm 1955 an den internationalen Jugend-Meisterschaften von Jugoslawien teil.

## Turnierergebnisse
| Verband | Veranstaltung     | Jahr | Ort      | Land | Einzel     | Doppel    | Mixed      | Team |
| ------- | ----------------- | ---- | -------- | ---- | ---------- | --------- | ---------- | ---- |
| FRG     | Weltmeisterschaft | 1959 | Dortmund | FRG  | letzte 256 | letzte 32 | letzte 128 |      |